# XIVe législature du royaume d'Italie
La XIVe législature du royaume d'Italie (en italien : La XIV Legislatura del Regno d'Italia) est la législature du royaume d'Italie qui a été ouverte le 26 mai 1880 et qui s'est fermée le 2 octobre 1882. 

## Gouvernements
- Gouvernement Cairoli III
  - Du 25 novembre 1879 au 29 mai 1881
  - Président du conseil des ministres : Benedetto Cairoli (Gauche historique)
- Gouvernement Depretis IV
  - Du 29 mai 1881 au 25 mai 1883
  - Président du conseil des ministres : Agostino Depretis (Gauche historique)

## Président de la chambre des députés
- Domenico Farini
  - Du 26 mai 1880 au 25 septembre 1882

## Président du sénat
- Sebastiano Tecchio
  - Du 26 mai 1880 au 2 octobre 1882